# Iwona Guzowska
Iwona Kamila Guzowska z domu Żebrowska (ur. 7 lutego 1974 w Gdańsku) – polska pięściarka i kickbokserka, mistrzyni świata, Europy i Polski, polityk, posłanka na Sejm VI i VII kadencji (2007–2015).

## Życiorys
Urodziła się i dorastała w Gdańsku. We wczesnym dzieciństwie została adoptowana, jej ojciec adopcyjny był chemikiem. Nigdy nie poznała swoich biologicznych rodziców. Ukończyła liceum ogólnokształcące. Kiedy była nastolatką, wygrała konkurs plastyczny organizowany przez redakcję programu 5-10-15. Za swoją pracę zdobyła także wyróżnienie w międzynarodowym konkursie organizowanym przez Mariele Ventre.
W wieku 17 lat rozpoczęła treningi taekwondo w klubie bokserskim Stoczniowiec Gdańsk. Niedługo po narodzinach syna w 1992 powróciła do treningów sportowych, jednak porzuciła taekwondo na rzecz kick-boxingu, który trenowała w klubie Fighter Gdańsk. Szybko zaczęła odnosić sukcesy w tej dyscyplinie – jesienią 1992 została medalistką mistrzostw Europy w Warnie, a w 1993 zwyciężyła w kategorii light contact w finale mistrzostw świata w Stanach Zjednoczonych.
W styczniu 1999 podpisała kontrakt z promotorem firmy Polish Boxing Promotion, stała się pierwszą kobietą w Polsce, która rozpoczęła zawodową karierę bokserską. 13 lutego zadebiutowała na zawodowym ringu – walkę, zakontraktowaną na cztery rundy, wygrała przed czasem w pierwszej rundzie. W lipcu zdobyła tytuł mistrzyni Europy w boksie, pokonując Esther Schouten. We wrześniu wywalczyła mistrzostwo świata kobiet International Boxing Organization (WIBO), wygrywając pojedynek z Valérie Rangeard. W kwietniu 2000 została mistrzynią świata federacji WIBO i Women’s International Boxing Federation, zwyciężając z Chris Kreuz; oba tytuły obroniła także pod koniec tego samego roku, zwyciężając pojedynek z Leoną Brown.
Zdobyła również tytuły mistrzyni Finlandii w kick-boxingu oraz siedmiokrotnie tytuł mistrzyni Polski. Ponadto czterokrotnie wywalczyła Puchar Świata w kick-boxingu.
W wyborach samorządowych w 1998 bezskutecznie ubiegała się o mandat radnej Gdańska z listy Chrześcijańskiej Demokracji III Rzeczypospolitej Polskiej. Wstąpiła do Platformy Obywatelskiej, z ramienia której w wyborach w 2007 uzyskała mandat poselski. Kandydując w okręgu gdańskim, otrzymała 9534 głosy. Zasiadła w Komisji Kultury Fizycznej, Sportu i Turystyki oraz Komisji Polityki Społecznej i Rodziny. W wyborach parlamentarnych w 2011 także uzyskała mandat poselski, otrzymując w okręgu gdańskim 22 616 głosów. W Sejmie VII kadencji pracowała w dotychczasowych komisjach, została również członkinią Komisji Innowacyjności i Nowoczesnych Technologii. W 2015 była członkinią honorowego komitetu poparcia Bronisława Komorowskiego przed wyborami prezydenckimi. W tym samym roku nie ubiegała się o poselską reelekcję.
Zajęła się działalnością biznesową – prowadzeniem wykładów i warsztatów o tematyce motywacyjno-inspirującej. W 2017 ukazała się jej autobiograficzna książka pt. Najważniejsza decyzja.

## Wyniki w wyborach ogólnopolskich
| Wybory | Komitet wyborczy  | Komitet wyborczy      | Organ            | Okręg | Wynik        |
| ------ | ----------------- | --------------------- | ---------------- | ----- | ------------ |
| 2007   |                   | Platforma Obywatelska | Sejm VI kadencji | nr 25 | 9534 (2,02%) |
| 2011   | Sejm VII kadencji | Platforma Obywatelska | 22 616 (5,45%)   | nr 25 |              |

## Pojedynki
- 13 lutego 1999 – Jastrzębie-Zdrój – Emilija Jakimowa, +1r KO
- 17 kwietnia 1999 – Warszawa – Vanda Correia, +2r KO
- 17 lipca 1999 – Gdańsk – Esther Schouten, +10r mistrzostwo Europy WIBF
- 18 września 1999 – Gdańsk – Valérie Rangeard, +10r mistrzostwo świata WIBO
- 20 listopada 1999 – Gliwice – Cynthia Prouder, +10r obrona mistrzostwa świata WIBO
- 8 kwietnia 2000 – Gdańsk – Chris Kreuz, +10r unifikacja tytułu mistrzyni świata dwóch federacji: WIBO i WIBF
- 2 grudnia 2000 – Gdańsk – Leona Brown, +8r obrona tytułów mistrzyni WIBO i WIBF
- 29 września 2001 – Gdynia – Kelsey Jeffries, +10r obrona tytułu mistrzyni WIBO
- 24 października 2003 – Wrocław – Monika Petrowa, +10r tytuł mistrzyni świata GBU

## Odznaczenia
- Odznaka Honorowa za Zasługi dla Ochrony Praw Dziecka (2016)[13]

## Życie prywatne
W latach 90. zawarła związek małżeński z Krzysztofem (swoim pierwszym trenerem taekwondo), z którym ma syna Wojciecha (ur. 1992). Małżeństwo po kilku latach zakończyło się rozwodem. W 2014 wyszła za Jacka Wiśniewskiego, żołnierza Wojska Polskiego. Zamieszkała w Gdańsku.
W 2003 wzięła udział w reality show Bar. Hobbystycznie maluje obrazy; w 2018 zorganizowała swoją pierwszą wystawę podczas Jeździeckich Mistrzostw Gwiazd „Art Cup” w Zakrzowie.